# TOMM70A
TOMM70A‏ (Translocase of outer mitochondrial membrane 70) هوَ بروتين يُشَفر بواسطة جين TOMM70A في الإنسان.